# Algoritmo ID3
El algoritmo ID3 es un generador de árboles de decision creado por Ross Quinlan. Predecesor del algoritmo C4.5. Sus usos tipicos se engloban en el area del aprendizaje automático.

## Algoritmo
Su uso se engloba en la búsqueda de hipótesis o reglas en él, dado un conjunto de ejemplos. El conjunto de ejemplos deberá estar conformado por una serie de tuplas de valores, denominados atributos, en el que uno de ellos (el atributo a clasificar) es el objetivo, el cual es de tipo binario (positivo o negativo, sí o no, válido o inválido, etc.).
De esta forma el algoritmo trata de obtener las hipótesis que clasifiquen ante nuevas instancias, si dicho ejemplo va a ser positivo o negativo.
ID3 realiza esta labor mediante la construcción de un árbol de decisión.
Los elementos son:
- Nodos: Los cuales contendrán atributos.
- Arcos: Los cuales contienen valores posibles del nodo padre.
- Hojas: Nodos que clasifican el ejemplo como positivo o negativo.

## El algoritmo
```
Id3(Ejemplos, Atributo-objetivo, Atributos )

   Si todos los ejemplos son positivos devolver un nodo positivo
   Si todos los ejemplos son negativos devolver un nodo negativo
   Si Atributos está vacío devolver el voto mayoritario del valor del atributo objetivo en
                                                                                  Ejemplos
   En otro caso
        Sea A Atributo el MEJOR de atributos
        Para cada v valor del atributo hacer
              Sea Ejemplos(v) el 
subconjunto
 de ejemplos cuyo valor de atributo A es v
              Si Ejemplos(v) está vacío devolver un nodo con el voto mayoritario del
                                                              Atributo objetivo de Ejemplos
              Sino Devolver Id3(Ejemplos(v), Atributo-objetivo, Atributos/{A})
```

Obsérvese que la construcción del árbol se hace forma recursiva, siendo las tres primeras líneas y la penúltima los casos base que construyen los nodos hojas.

## Elección del mejor atributo
La elección del mejor atributo se establece mediante la entropía. Eligiendo aquel que proporcione una mejor ganancia de información. La función elegida puede variar, pero en su forma más sencilla es como esta:
{\displaystyle -\left({\frac {\left\vert p\right\vert }{\left\vert d\right\vert }}\right)\log _{2}\left({\frac {\left\vert p\right\vert }{\left\vert d\right\vert }}\right)-\left({\frac {\left\vert n\right\vert }{\left\vert d\right\vert }}\right)\log _{2}\left({\frac {\left\vert n\right\vert }{\left\vert d\right\vert }}\right)}
Donde p es el conjunto de los ejemplos positivos, n el de los negativos y
d el total de ellos.
Se debe establecer si el logaritmo es positivo o negativo

## Un ejemplo
| Ej. | Cielo  | Temperatura | Humedad | Viento | Jugar tenis |
| --- | ------ | ----------- | ------- | ------ | ----------- |
| D1  | Sol    | Alta        | Alta    | Débil  | -           |
| D2  | Sol    | Alta        | Alta    | Fuerte | -           |
| D3  | Nubes  | Alta        | Alta    | Débil  | +           |
| D4  | Lluvia | Suave       | Alta    | Débil  | +           |
| D5  | Lluvia | Baja        | Normal  | Débil  | +           |
| D6  | Lluvia | Baja        | Normal  | Fuerte | -           |
| D7  | Nubes  | Baja        | Normal  | Fuerte | +           |
| D8  | Sol    | Suave       | Alta    | Débil  | -           |
| D9  | Sol    | Baja        | Normal  | Débil  | +           |
| D10 | Lluvia | Suave       | Normal  | Débil  | +           |
| D11 | Sol    | Suave       | Normal  | Fuerte | +           |
| D12 | Nubes  | Suave       | Alta    | Fuerte | +           |
| D13 | Nubes  | Alta        | Normal  | Débil  | +           |
| D14 | Lluvia | Suave       | Alta    | Fuerte | -           |

En ese caso el árbol finalmente obtenido sería así:
```
                           Cielo
                          /   |  \
                         /    |   \
                Soleado /  Nublado \ Lluvia
                       /      |     \
                      /       +
               Humedad               Viento
              /    \                  |   \
             /      \                 |    \
        Alta/        \ Normal  Fuerte |     \ Débil
           /          \               |      \
          -            +              -      +
```